# تاکاشی آبه
تاکاشی آبه (ژاپنی: 安部 崇士؛ زادهٔ ۱۵ ژوئیهٔ ۱۹۹۷) یک بازیکن فوتبال اهل ژاپن است.
از باشگاه‌هایی که در آن بازی کرده‌است می‌توان به باشگاه فوتبال توکوشیما ورتیس اشاره کرد.